# Diana Žiliūtė
Diana Žiliūtė, född den 28 maj 1976 i Rietavas, är en litauisk tävlingscyklist som tog OS-brons i linjeloppet vid olympiska sommarspelen 2000 i Sydney. 
Hon gjorde sin debut i proffsvärlden i mitten av 1990-talet efter att hon vunnit världsmästerskapen i linjelopp för kvinnliga juniorer. Under året 1998 vann hon två världscuptävlingar, världscupen och i slutet året vann hon linjeloppet i världsmästerskapen. 
Året därpå visade hon upp sig ytterligare genom att vinna Grande Boucle, en av de hårdaste och tuffaste tävlingarna i kvinnornas tävlingskalender. Detta följdes av en bronsmedalj på damernas linjelopp vid olympiska sommarspelen 2000.

## Fotogalleri

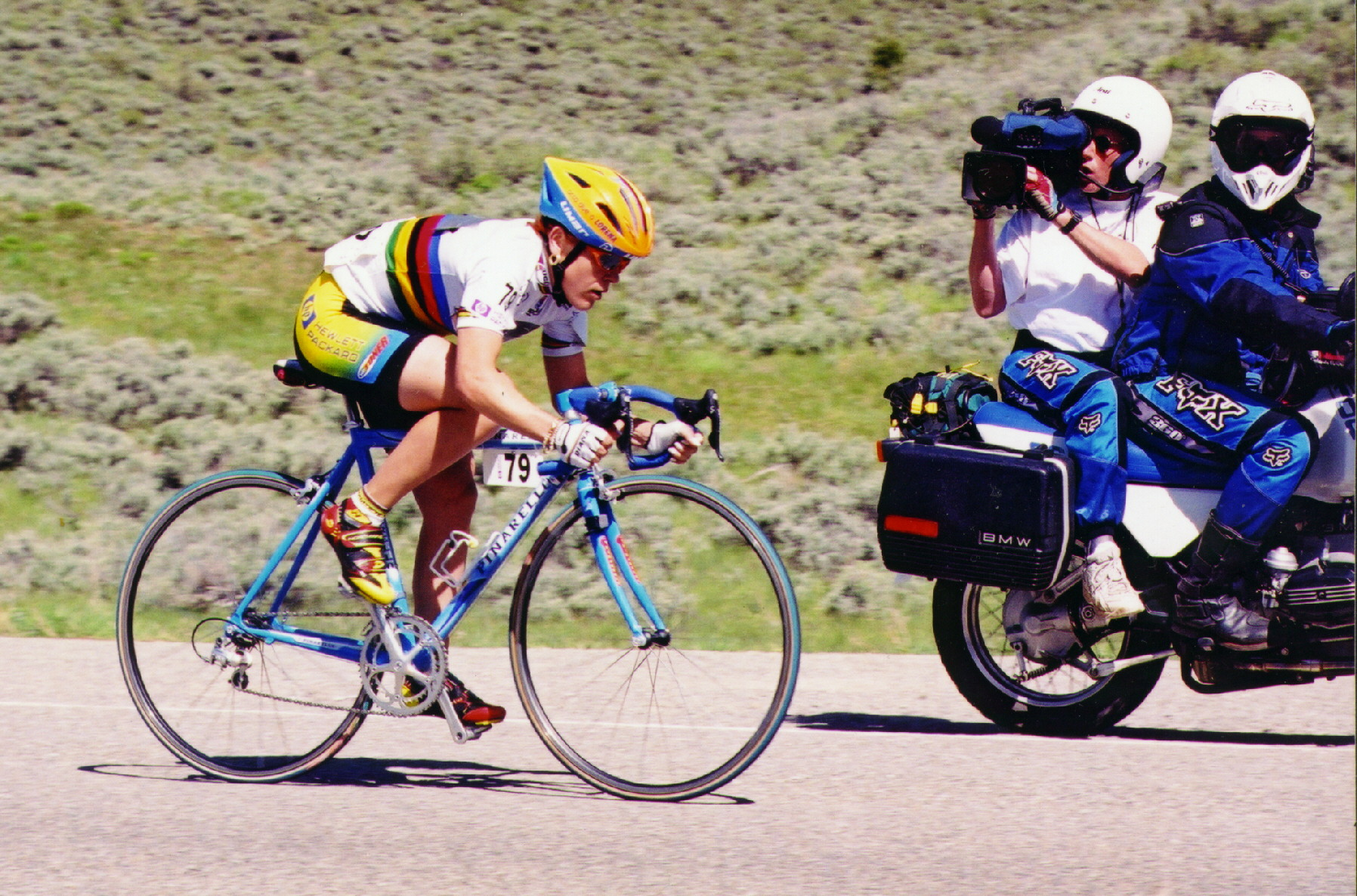
Tempolopp
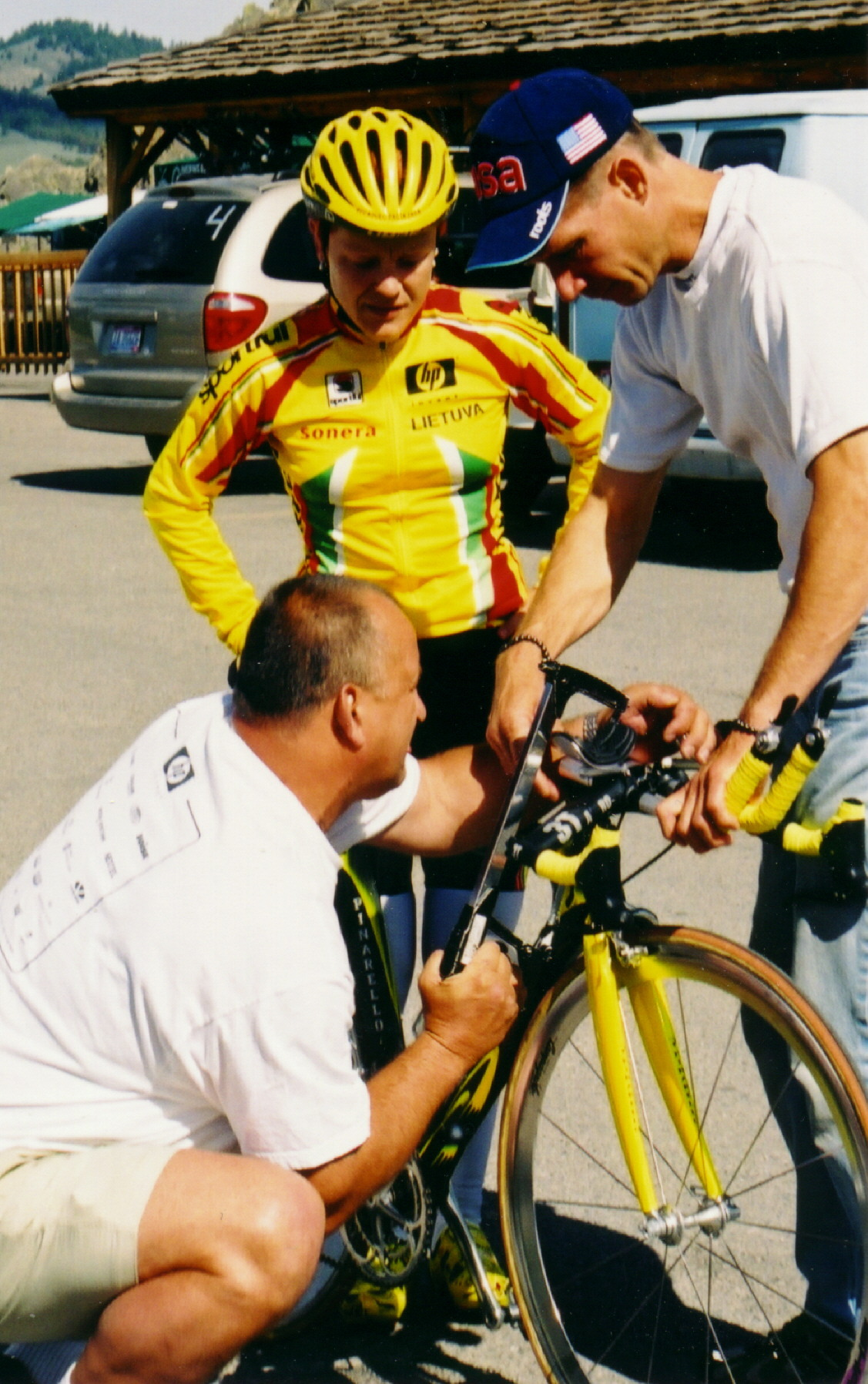
Cykelarbete